# Río Ruecas
Río Ruecas är ett vattendrag i Spanien. Det ligger i den centrala delen av landet, 250 km sydväst om huvudstaden Madrid.